# Valerio Valeri (musicista)
Valerio Valeri (Rieti, 1º gennaio 1790 – Rieti, 2 novembre 1858) è stato un compositore italiano, maestro di Cappella presso il Duomo di Rieti.
Fu autore di numerose composizioni, prevalentemente a carattere vocale e sacro, conservate presso l’Archivio Diocesano di Rieti. 
Le “Variazioni” per Pianoforte, pubblicate a Napoli presso il prestigioso Editore Ricci, nel 1824, furono dedicate ad Elisabetta Ricciardi dei Conti di Camaldoli.

## Biografia
Nacque a Rieti il 1º gennaio 1790, da Pasquale Valeri e Barbara Zamurri.
Allievo di Giuseppe Rossi, direttore musicale a Terni,  il 26 giugno 1808 Valeri fu eletto maestro di Cappella della chiesa collegiata di S.Michele Arcangelo di Contigliano, con lo stipendio di 65 scudi e l’abitazione, con l’obbligo di insegnare il cembalo e il canto ai giovani del paese, volenterosi di apprendere.
L’anno seguente (16 gennaio 1809), il Consiglio comunale di Poggio Mirteto lo nominò a pieni voti come maestro di Cappella della chiesa collegiata di S.Maria, con lo stipendio di 70 scudi e con l’obbligo di insegnare la musica e il cembalo a due giovani. Nel 1813 viene nominato maestro di Cappella ad Orte.
Alla morte di Lorenzo Baini, per le premure del padre e del fratello Filippo che giustamente desideravano di averlo in casa, con decreto del 20 agosto 1814 Valeri fu eletto maestro di Cappella presso il Duomo di Rieti. Ma egli, non potendo, per la ristrettezza del tempo, dar saggio della sua perizia di compositore nelle imminenti feste d’Ognissanti e di Natale, né d’altra parte volendo, in quelle occasioni, servirsi di musica del Baini, per evitare le critiche dei suoi concittadini, preferì rassegnare le dimissioni. Rimase così altri due anni a Poggio Mirteto, dove - spiega Sacchetti - era amato e stimato da tutta la popolazione.
Il 4 novembre 1816, Valeri fu eletto di nuovo maestro di Cappella del Duomo di Rieti: la nomina era per un biennio e lo stipendio di soli 50 scudi. Passato il biennio di prova, il maestro avrebbe avuto il solito stipendio di 96 scudi. Accettando la nomina, il maestro si obbligava ad arricchire ogni anno l’archivio della Cappella di una messa e di un salmo musicato, sottoponendo inoltre al giudizio del Capitolo le opere degli altri autori che intendeva eseguire. Il maestro, questa volta, accettò la nomina e rassegnò le dimissioni dal posto che fin allora aveva occupato a Poggio Mirteto. Terminato il primo anno di prova, egli chiese l’intero stipendio e il Capitolo decretò che gli fosse pagato, ma per un anno soltanto. Terminato il biennio, il maestro rassegnò le dimissioni che il Capitolo accettò, nell’adunanza dell’11 dicembre 1818, con 7 voti favorevoli e 6 contrari: il giorno seguente, alle solite condizioni, elesse in sua vece Valenzio Valenti (nome che, secondo il Sacchetti, sa molto di fittizio), con l’astensione dal voto dei canonici Giovan Battista Leoni e Ferdinando Ricci. L’esito di questa votazione, scrive Sacchetti, mostra chiaramente che in seno al Capitolo ci fu un forte contrasto. Non si conosce il motivo delle dimissioni di Valeri, ma si deve ritenere che esse con tutta probabilità fossero determinate dal fatto che il Capitolo, forse per angustie economiche, non voleva continuare a pagare al maestro l’intero stipendio. Questo aspetto rimane tuttora poco chiaro e anche il Sacchetti non lo spiega in maniera ben precisa.
In ogni caso, il maestro Valeri continuò, senza interruzione, a servire la Cappella coi soliti 96 scudi, e il 18 luglio 1820, con 9 voti favorevoli e 6 contrari, ebbe la nomina a vita con queste nuove condizioni: “che mai egli potesse mancare al suo ufficio se non per malattia o grave vecchiezza; che, se di carnevale si assentava per dirigere l’orchestra in qualche teatro, si facesse sostituire da persona capace; che se, infine, le rendite capitolari diminuivano di un sesto, di altrettanto dovesse diminuire il suo salario.”
Il maestro, con la nomina a vita, portò avanti il suo ufficio con impegno. Arricchì l’archivio della Cappella di numerose sue composizioni originali e - secondo Sacchetti - pubblicò una sola opera, presso l’Editore Nicola Ricci a Napoli nel 1824, per mezzo di una calcografia, cioè un’incisione in rame: si tratta di alcune Variazioni per pianoforte, su tema di Gioachino Rossini (l’Aria “Non più mesta accanto al fuoco”, dalla “Cenerentola”), che dedicò ad Elisabetta, figlia di Francesco Ricciardi, conte di Camaldoli.
Formò una famiglia: il 29 marzo 1829, a 39 anni compiuti, sposò Carolina Illuminati, giovane di 19 anni, nata a Collescipoli dal medico Luigi Illuminati e da Maria Jacoboni di Rieti, da cui ebbe tre figli, Barbara, Luigi e Giovanni. Mentre dal padre apprendevano a suonare il pianoforte, il maestro Lorenzo Miselli di Terni insegnava a Luigi il violino e a Giovanni il violoncello. Sotto la disciplina dei due valorosi maestri, Luigi fece tanto profitto che più volte sostituì il padre malato. Considerando dunque la sua grande passione per la musica, Valeri si mise di proposito a coltivare l’ingegno di Luigi mostrando lui i fondamenti del contrappunto, nella speranza che un giorno potesse succedergli al Duomo. Purtroppo, il giovane scomparve il 17 dicembre 1854, a 22 anni non compiuti. Il dolore della moglie è espresso in una serie di poesie struggenti, mentre il maestro Valeri poco sopravvisse a tanta perdita.
Il 2 novembre 1858, per un malore che aveva già contratto da qualche anno, morì e fu sepolto accanto al figlio Luigi, nella chiesa di San Francesco.
Presso l’Archivio Diocesano di Rieti sono presenti numerose composizioni, nel fondo musicale, al faldone con lettera V.

## Composizioni
Elenco (provvisorio) delle opere di Valeri, curato da Emanuele Stracchi:
1. Variazioni per pianoforte, sul tema “Non più mesta accanto al fuoco” (da la Cenerentola di Rossini), Ed. Ricci, Napoli [1824]
2. Graduale ed Offertorio pro Eligendo Summo Pontefice, a Tenore ed a Basso continuo [1850]
3. Messa per i Tre Giorni delle Rogazioni per il Card. Federico Crispolti (Kyrie, Graduale, Offertorio e Mottetto), [1845]
4. Credo a Tre Voci [1818]
5. Credo a Quattro Voci, concertato [1805]
6. Tantum Ergo, a tenore, con tutti stormenti, per uso del protettore Francesco De Angelis [1807]
7. Magnificat a quattro voci, [1833]
8. Domine ad adjuvandum, a 4 voci concertato, [1831]
9. Tantum Ergo, a tenore e basso, [1830]
10. Tantum Ergo, a tenore e basso, [1830]
11. Tantum Ergo, a tre voci, [1828]
12. Messa a 4 voci e organo, [1817]
13. Messa a 4 voci concertata, [1822]
14. Messa a 4 voci concertata, [1821]
15. Sequenza per il Corpus Domini (Lauda Sion), a 4 voci, [1821]
16. Tantum Ergo, a 4 voci e Trombone, [1847]
17. Assumpta est Maria a solo tenore, da cantarsi la Vigilia prima di Compieta [-]
18. Responsorio a 4, per la visita del Vescovo, [1819]
19. Offertorio per la 2ª Dom. di Avvento a 4 voci, [-]
20. Domine Deus a solo Basso, [1819]
21. Communio per la Dom. delle Palme, [-]
22. Graduale a solo Tenore, [-], (manoscritto molto rovinato)
23. Offertorio a tre voci, [-]
24. Lauda Sion, a quattro voci soliste e coro virile, [-]
25. Justus ut palma a tre voci [-]
26. Laudate Pueri, a 4 voci concertato [-]
27. Kyrie, Gloria e Cum Sancto Spiritu, a 3 voci, [1849]
28. Specie tua, et pulchritudine tua, Graduale a 4 voci, [1846], presso Archivio di Santa Maria Maggiore, Roma
29. Propitius est, Mottetto a Soprano, [1846], presso Archivio di Santa Maria Maggiore, Roma